# Punktoperator (Programmiersprachen)
Der Punktoperator ist ein Zugriffsoperator, der Bestandteil vieler Programmiersprachen wie beispielsweise Pascal, C oder Java ist. Er dient dazu, auf Elemente von Klassen oder Datenstrukturen zuzugreifen. Solche Zugriffe geschehen durch Aufrufe der Form „Klasse.Methode“ oder „Klasse.Attribut“, die beispielsweise den Zugriff auf Methoden bzw. Attribute einer Klasse ermöglichen.
Der Punktoperator ist dem Array-Zugriffsoperator sehr ähnlich. Beim Punktoperator dient ein Bezeichner als Eigenschaft, während der Array-Zugriffsoperator den Inhalt zu einem Namen auswertet und dann auf den Wert dieser benannten Eigenschaft zugreift.

## Beispiel
Das folgende Beispiel für die Anwendung des Punktoperators ist in der Programmiersprache Java geschrieben:
```
  
public
 
class
 
Auto
 
{

    
public
 
double
 
kilometerstand
;

    
public
 
void
 
losfahren
()
 
{

      
System
.
out
.
println
(
"Das Auto fährt jetzt."
);

    
}

  
}

  
public
 
static
 
void
 
main
(
String
[]
 
args
)
 
{

    
Auto
 
vw_kaefer
 
=
 
new
 
Auto
();

    
vw_kaefer
.
kilometerstand
 
=
 
200.345
;

    
System
.
out
.
println
(
"Der Kilometerstand beträgt "
 
+
 
vw_kaefer
.
kilometerstand
 
+
 
" km."
);

    
vw_kaefer
.
losfahren
();

  
}

```

Im oberen Teil wird eine Klasse mit dem Attribut kilometerstand und der Methode losfahren definiert. In der Hauptklasse (unten) wird zuerst eine Instanz von Auto mit dem Namen vw_kaefer erzeugt. Die zweite Anweisung weist dem Attribut kilometerstand von vw_kaefer einen Wert zu. Dieser wird in der nächsten Zeile wieder abgefragt und ausgegeben. Zuletzt wird die Methode „losfahren“ von vw_kaefer aufgerufen.

## Abweichende Bedeutungen
Der Operator hat nicht in jeder Programmiersprache, in der er existiert, die gleiche Semantik (Bedeutung), beispielsweise hat der Punktoperator in PHP eine abweichende Semantik, hier wird er verwendet, um Strings (Zeichenketten) zu konkatenieren (aneinander zu hängen). In PHP hätte der Code
```
 
$a
 
=
 
"Hallo"
 
.
 
" "
 
.
 
"Welt."
;

```

die Auswirkung, dass $a den Wert "Hallo Welt." zugewiesen bekommt.
Anstelle des Punktoperators aus der „C C++ Java“-Welt existiert in PHP der Operator "->".
Angelehnt an die mathematische Schreibweise hat der Operator . aus Haskells Standardbibliothek die Bedeutung der Funktionskomposition.